# 뒤블랭 광장
뒤블랭 광장(프랑스어: Place de Dublin)은 프랑스 파리 8구 외로프구역에 위치한 광장이다.

## 상세
광장의 명칭은 아일랜드의 수도 더블린의 이름을 따온 것으로, 1987년 기존 도로와 나란히 있는 도로의 우측 길목에 만들어져 현재의 이름을 갖게 되었다. 파리 메트로 13호선의 리에주역과 가깝다.
1877년 귀스타브 카유보트의 그림 《파리의 거리, 비오는 날》의 배경으로도 잘 알려져 있다. 작품 속의 시점은 뒤블랭 광장 북쪽으로 3개 도로가 만나는 부분으로, 모스쿠가, 클라페롱가, 튀랭가에 해당된다.

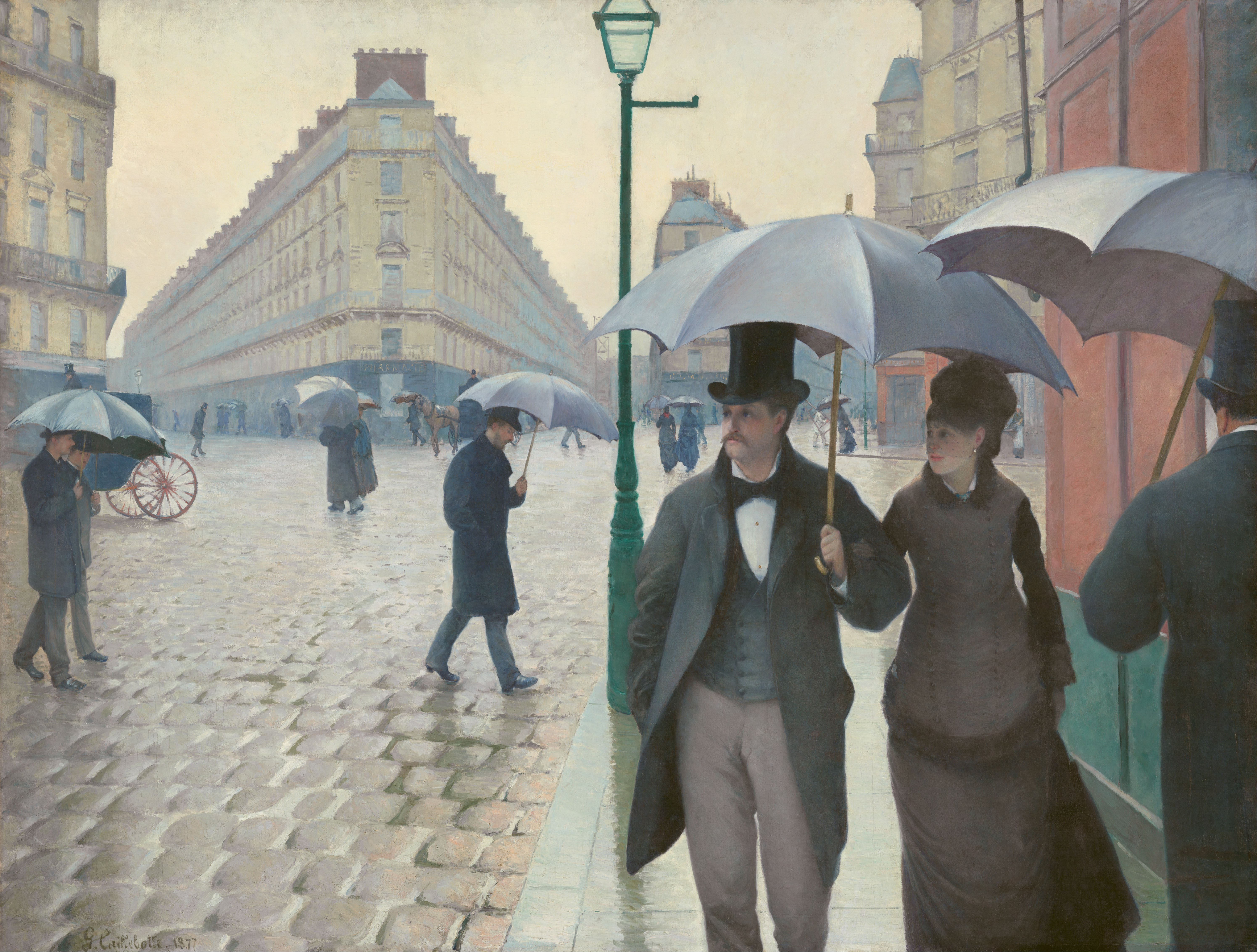
귀스타브 카유보트의 《파리의 거리, 비오는 날》 (1877년)